# Signorie
Signorie este denumită în cercetarea istorică, o formă de exercitare a puterii în comunele medievale în teritoriile italiene centrale și de nord, foarte răspândită între secolele al XIII-lea și al XV-lea. Signoria reprezintă guvernarea printr-un conducător aflat în fruntea unei adunări ai cărei membri nu aparțineau deseori nobilimii ci aristocrației locale. În mod obișnuit signorie se numea și consiliul care îl alegea pe conducătorul (în italiană signore) comunei medievale și pe funcționarii oficiali. 

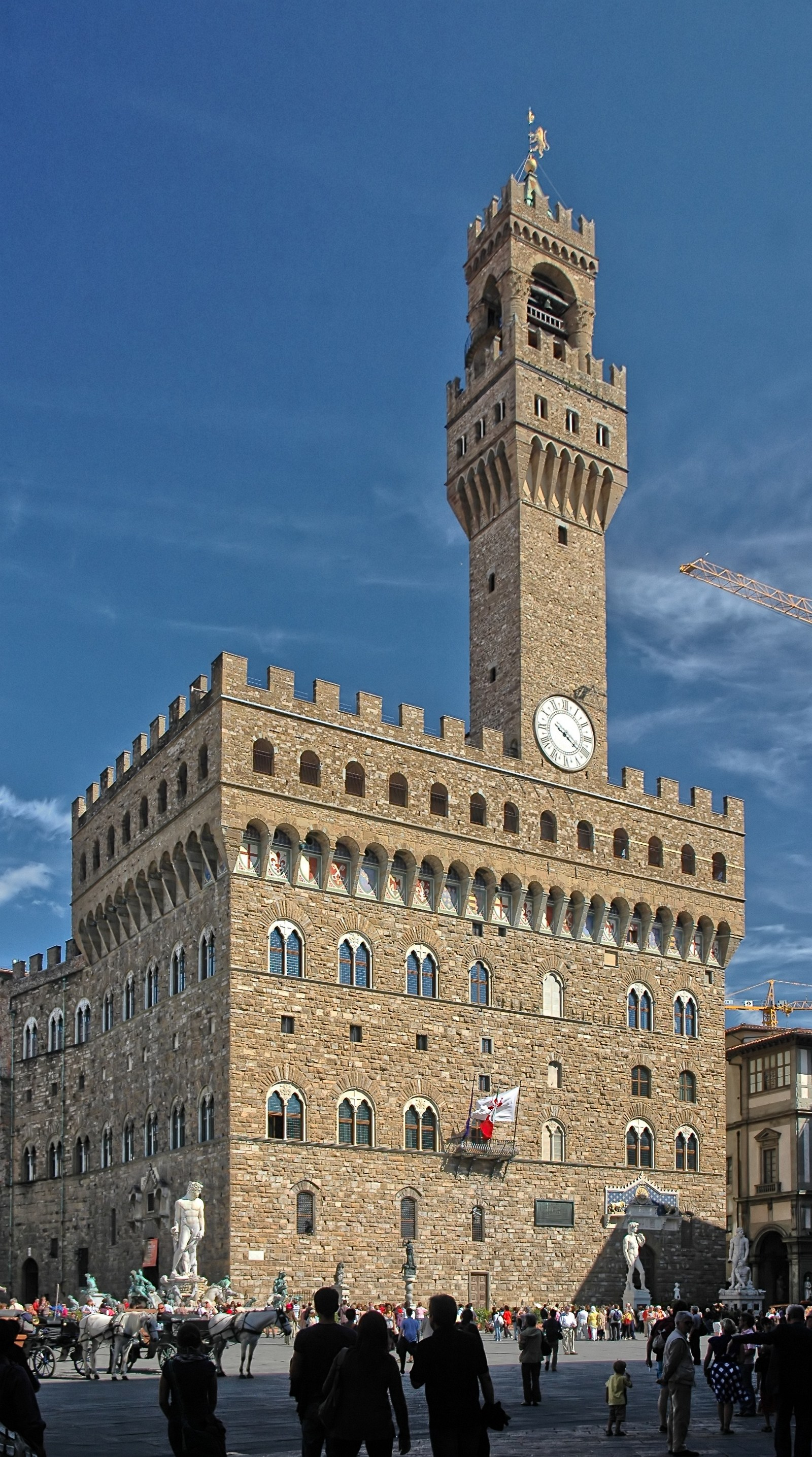
Pallazzo Vechio (Piața Signoriei, Florența)

Acest termen acoperă forma generală a guvernării unui oraș. Forme specifice de signorie pot fi găsite în istoria Republicii Veneția, precum și în istoria guvernării orașului Florența (de exemplu gonfalonieratul).

## Istorie
Comunele medievale din teritoriile italiene centrale și de nord (cu excepția Statului Papal și a Veneției) se aflau de iure sub controlul împăratului romano-german începând din secolul al X-lea. Datorită creșterii influenței unor familii devenite înstărite prin practicarea meșteșugurilor și a comerțului, au apărut în multe comunități lupte pentru dreptul de a guverna. De multe ori conducătorul comunei, desemnat de împărat, se supunea voinței cetățenilor.
După moartea împăratului Frederic al II-lea la sfârșitul anului 1250, administrația imperială din Regatul Italiei a început să se destrame. Lupta dintre ghibelini și guelfi, existentă încă din timpul vieții împăratului Frederic, crescuse în intensitate. Ideea că ghibelinii erau loiali împăratului, iar guelfii erau ostili împăratului este doar parțial corectă. Chiar și guelfii din Florența erau împărțiți în două grupuri în jurul anului 1300. Problemele sociale jucau un rol semnificativ, întrucât puterea familiilor conducătoare era pusă la îndoială de cei care urcaseră pe scara socială, de exemplu cei din clasa negustorilor. Ghibelinii erau de obicei recrutați dintre cei care doreau să obțină beneficii de pe urma stăpânirii imperiale.
O consecință directă a conflictelor sociale a fost creșterea actelor de violență în cadrul unor comunități și a luptelor dintre orașe. Pentru a rezolva această situație dificilă, s-a recurs în mod repetat la transferul puterii către signorii și s-au instituit noi proceduri precum conclavul pentru ocuparea funcțiilor independent de influențele externe și de disputele interne ale partidelor. Acestea puteau fi ocupate de lideri ai celui mai important grup din comună, de oameni respectați, de preferință neutri, de clerici sau chiar de oameni dinafara comunei. Deoarece Veneția nu aparținea imperiului și era adesea neutră față de luptele pentru putere din interiorul comunelor, nobili venețieni au fost adesea numiți conducători ai orașelor. Reputația Veneției de a avea un sistem juridic foarte corect și funcțional, a fost unul dintre motivele principale ale acestei preferințe. Conducătorul numit trebuia nu numai să restabilească pacea și ordinea în comuna medievală, ci și să stabilească o pace socială prin participarea celor care urcaseră pe scara socială și reușiseră să acceadă la puterea politică în comunitate.
O formă timpurie a signoriei a fost cea stabilită de Ezzelino al III-lea da Romano fără vreun sprijin al orașului. Prima signorie legală din punct de vedere formal a fost cea acordată de comunitate în 1264 lui Obizzo al II-lea d'Este în Ferrara într-o adunare generală solemnă organizată de Obizzio însuși. După moartea împăratului Frederic al II-lea, au fost înființate noi signorii, printre care Verona, Mantua și Milano, mai ales de familii din orașele respective sau din zonele învecinate. Primirea formală a signoriei era urmată de acordarea funcției de podestat și de căpitan al poporului (în italiană capitano del popolo) de mai multe ori la rând sau uneori pentru toată viața.
Pentru a-și legitima suplimentar puterea, noii conducători se străduiau să obțină un vicariat care era acordat de papă sau de împăratul romano-german. Mai ales incursiunea împăratului Henric al VII-lea în teritoriile italiene (din 1310 până în 1313) a asigurat extinderea signoriei ca formă de guvernare și la alte comunități, deoarece Henric apela adesea la locuitorii orașelor importante pentru a proteja interesele imperiului. În acest sens un exemplu binecunoscut este familia Visconti din Milano. După moartea împăratului în 1313, unii ghibelini au continuat să lupte împotriva guelfilor stabilindu-și ulterior propria stăpânire (de exemplu condotierul Castruccio Castracani). Aceste stăpâniri, respectiv vicariate, au fost parțial confirmate de Carol al IV-lea, nepotul lui Henric al VII-lea, în timpul incursiunilor sale în Regatul Italiei. Unii conducători de signorii și-au asigurat de facto statutul ereditar al funcției primite de la cetățeni creând astfel mici dinastii. Ca urmare instituțiile tradiționale ale orașelor și-au pierdut semnificația și au dispărut. Noul conducător și-a stabilit apoi propriul aparat administrativ și, de asemenea, a dizolvat grupurile cetățenești care asigurau apărarea comunității, în favoarea mercenarilor devotați lui. Cu toate acestea, nu toate comunele s-au transformat în signorii așa cum demonstrează excepții ca Genova, Siena și Lucca. De asemenea, recăptarea competențelor cu puteri depline ale comunelor nu era exclusă în cazul în care conducătorul era dezavuat sau dacă dinastia lui se stingea.
Până în secolul al XV-lea o serie de orașe au devenit atât de puternice încât s-au transformat  state regionale autonome. Nici imperiul, nici papa nu au putut inversa cu forța această evoluție. În schimb, împărații și papii au acordat privilegii și titluri de noblețe pentru a lega signoriile de ei înșiși. Cu mare succes a reușit aceasta doar Cesare Borgia.
Multe orașe au devenit principate ereditare. Altele au fost înghițite de marile state teritoriale care s-au extins puternic în secolul al XV-lea  (Ducatul Milano, Republica Veneția, Ducatul Florenței devenit mai târziu Ducatul de Toscana, Regatul de Neapole și Statul Papal).